# Enrico Malacarne
Enrico Malacarne (Mortara, 23 aprile 1984) è un hockeista su ghiaccio italiano.
Nato in Lombardia, fa le giovanili con l'AS Mastini Varese.
Con la nazionale italiana ha giocato 5 incontri.
Ha studiato alla Scuola Europea di Varese.

## Palmarès

### Club
- Quarta Lega Svizzera: 1

Varese Killer Bees: 2008-2009
- Under14: 1

Mastini Varese: 1997-1998